# Super Mario Bros. ve filmu
Super Mario Bros. ve filmu (v anglickém originále The Super Mario Bros. Movie) je americký počítačově animovaný komediálně-dobrodružný film studia Universal Studios z roku 2023, který režírovali Aaron Horvath a Michael Jelenic. Je založen na počítačových hrách ze série Super Mario, hlavními postavami jsou bratři Mario a Luigi. Film animovalo francouzské studio Illumination Studios Paris patřící pod Universal Studios, známé také jako tvůrce filmů série Já, padouch. Hudbu k filmu složil Brian Tyler.
Film měl premiéru v dubnu 2023. U filmových kritiků se film dočkal smíšených reakcí, divácky a komerčně je však úspěšný, jeho rozpočet byl ve výši 100 mil. dolarů, k srpnu 2023 však v kinech utržil přes 1,3 mld. dolarů.

## Obsazení

### Originální znění
- Chris Pratt jako Mario
- Anya Taylor-Joy jako princezna Peach
- Charlie Day jako Luigi
- Jack Black jako Bowser
- Keegan-Michael Key jako Toad
- Seth Rogen jako Donkey Kong
- Fred Armisen jako Cranky Kong
- Sebastian Maniscalco jako Spike
- Kevin Michael Richardson jako Kamek
- Charles Martinet jako otec Maria a Luigiho, Giuseppe

### České znění
Film přeložil Martin Petřík. Český dabing namluvili:
- Martin Písařík jako Mario
- Ivana Korolová jako princezna Peach
- Robert Hájek jako Luigi
- Dušan Kollár jako Bowser
- Vojtěch Hájek jako Toad
- Ondřej Brousek jako Donkey Kong
- Rudolf Kubík jako Cranky Kong
- Radek Kuchař jako Spike
- Jiří Knot jako Kamek
- Luděk Čtvrtlík jako otec Maria a Luigiho

Písně nazpívali Petr Ryšavý, Bořek Slezáček a Dušan Kollár.